# Casa Lua Curtiss I
La Casa Lua Curtiss I  es una casa histórica ubicada en Miami Springs, Florida. La Casa Lua Curtiss I se encuentra inscrito  en el Registro Nacional de Lugares Históricos desde el 1 de noviembre de 1985.

## Ubicación
La Casa Lua Curtiss I se encuentra dentro del condado de Miami-Dade en las coordenadas 25°49′01″N 80°17′17″O / 25.816944, -80.288056.